# The Cult of the Will
The Cult of the Will (auf Deutsch etwa Der Testamentskult) ist ein 2010 erschienenes Sachbuch des trinidadischen Historikers Gérard Besson. Das in Trinidad kontrovers aufgenommene Buch spannt einen zeitlichen Bogen von der Mitte des 18. bis zur Mitte des 20. Jahrhunderts und legt seinen Schwerpunkt neben einer selektiven Darstellung der Geschichte Trinidads in diesem Zeitraum auf das politische Geschehen auf der Insel und das Verhältnis der Rassen im multikulturellen Trinidad zueinander.

## Inhalt
The Cult of the Will besteht aus zwei Teilen sowie einem Kapitel für Anhänge. Die beiden Teile sind etwa gleich umfangreich. Teil 1, betitelt François Besson, behandelt die Geschichte einer frankokreolischen Familie in Grenada und Trinidad von Mitte des 18. bis ins frühe 20. Jahrhundert. Teil 2, betitelt Eric Williams, behandelt das soziostrategische Vorgehen des gleichnamigen trinidadischen Politikers während seiner Zeit als erster Premierminister des gerade unabhängig gewordenen Trinidads. Bessons zentrale These ist, dass Geschehnisse im 18. und 19. Jahrhundert zu einem Rollenbild führten, das das politische Denken Williams’ formte und seine Politik maßgeblich bestimmte.

### François Besson
François Besson wurde 1734 in Saint-Saturnin in Westfrankreich als Sohn eines Notars mit erblichem Titel geboren. Gérard Besson legt zunächst die katastrophalen ökonomischen Bedingungen im Frankreich des frühen 18. Jahrhunderts dar und spekuliert, dass die Auswanderung seines Vorfahren in die Karibik auf diese schwierigen wirtschaftliche Verhältnisse fußt, wobei er anführt, dass François als dritter Sohn seiner Eltern nicht notwendigerweise in die Fußstapfen seines Vaters treten musste. Vermutlich 1754 migrierte er von Marseille aus über Haiti (die damals reichste Kolonie Frankreichs) nach Martinique und später nach Grenada. 1783 migrierte er nach Trinidad; Auslöser war die Cedula de población, ein Edikt des spanischen Ministers José de Gálvez y Gallardo zur Stärkung der trinidadischen Wirtschaft, dass nicht-spanischen, katholischen (und damit in der Praxis fast immer französischen) Pflanzern eine kostenlose Landzuweisung auf Trinidad gewährte. François Besson erhielt gut 100 Hektar Land im südlichen Trinidad, wo er Zuckerrohr anpflanzte und zu Wohlstand kam. Gérard Besson zeichnet die Geschichte seines Vorfahren und dessen Nachkommen nach.
Besson erläutert in diesem Teil des Buches das komplizierte soziale Geflecht zwischen europäisch- und afrikanischstämmigen Bewohnern der Kolonien in der Karibik im 18. und 19. Jahrhundert und weist dabei auf die besondere Bedeutung von Testamenten für die sich entwickelnde kreolische Bevölkerungsschicht hin.
Traditionell gab es in den agrarisch geprägten Kolonien in der Karibik unter den Weißen einen starken Überschuss an Männern, da das Gros der auf die Inseln migrierenden Pflanzer, Händler und Abenteurer Männer waren, die entweder alleinstehend waren oder ihre Familien in Europa oder anderen karibischen Inseln zurückließen mit der Absicht, nach einigen Jahren zu ihnen zurückzukehren. Das Wirtschaftssystem der Kolonien beruhte auf Sklaverei. Es kam zu so vielen Verbindungen zwischen weißen Männern und schwarzen Sklavinnen sowie deren (teils freien) gemischtrassigen Nachfahrinnen, dass in spanischen und französischen Kolonien mit der Plaçage ein ungeschriebenes Rechtssystem eingeführt wurde, das die Rechte der „Coloureds“ regelte. Dank der Plaçage durften schwarze und farbige Konkubinen, die oft in Form einer morganatischen Ehe ein Dasein als Zweitfrau führten, Besitz und insbesondere Grundbesitz halten, die aus diesen Beziehungen hervorgegangenen Kinder durften gleichberechtigt im Haushalt des Vaters leben, und sowohl die Frauen als auch die Kinder durften in Testamenten bedacht werden.
In der karibischen Gesellschaft mit ihrem ungleich verteiltem Reichtum, aber ohne Sozialsystem und ohne ein dem heutigen vergleichbares Erbrecht (in Spanien wurde der Pflichtteil beispielsweise erst 1889 mit dem Código Civil eingeführt) kam dem Testament eines Erblassers enorme Bedeutung zu. Wer im Testament eines vermögenden Erblassers nicht bedacht wurde, sah sich oft einer ungewissen wirtschaftlichen Zukunft und mitunter Besitzlosigkeit ausgesetzt, während die Bedenkung in einem Testament insbesondere den farbigen Plaçage-Kindern einen enormen gesellschaftlichen Aufstieg ermöglichte. Entsprechend häufig kam es zu rechtlichen Streitigkeiten um Testamente, ein Aspekt, der das zentrale Motiv im zweiten Teil von Bessons Buch ausmacht.

### Eric Williams

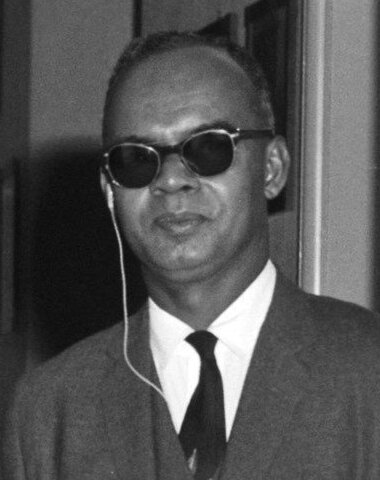
Eric Williams (1962)

Im zweiten Teil seines Buchs befasst sich Besson mit dem ersten Premierminister Trinidads nach der Unabhängigkeit. Dieser hatte bereits 1944, als er als Politologe an der Howard University in Washington tätig war, mit Capitalism and Slavery ein Buch über die Hintergründe des Abolitionismus veröffentlicht, ein Thema, dass er 1964 in seinem Buch History of the People of Trinidad and Tobago wieder aufgriff. Besson stellt in The Cult of the Will drei Thesen über die Beweggründe Williams’ auf:
- Williams hatte die These aufgestellt, dass Großbritannien die Sklaverei nicht aus humanitären Gründen, sondern allein aus ökonomischen Überlegungen abgeschafft habe. Besson spekuliert, dass Williams diese Thesen zur Maxime seines politischen Handels gemacht und durch Geschichtsrevisionismus der weißen Bevölkerungsminderheit Trinidads einen Schuldkomplex aufoktroyiert habe, während er der Bevölkerungsgruppe der Afro-Trinidadier eine ausschließliche Opferrolle zuwies.
- Besson argumentiert, dass Williams’ Familiengeschichte sein politisches Handeln maßgeblich beeinflusst habe. Williams’ Vorfahren seien dessen Meinung nach mehrfach bei testamentarischen Nachlassungen zugunsten weißer Verwandter benachteiligt worden, was in Williams den Wunsch nach Rache und das Konzept einer Anspruchshaltung aus ethnischen Gründen ausgelöst habe.
- Schließlich sei Williams durch schwarze Nationalisten wie C. L. R. James beeinflusst worden, die sich seiner persönlichen Familiengeschichte bedient hätten.[3]

Er legt darüber hinaus dar, dass Williams den Begriff „frankokreolisch“ auf alle Karibikbewohner mit europäischen Wurzeln unabhängig von ihrem konkreten ethnischen Hintergrund ausgedehnt habe und den indischstämmigen Teil der trinidadischen Bevölkerung völlig vernachlässigt habe. Nachfolgend fordert Besson, dass sich die trinidadische Gesellschaft des 21. Jahrhunderts von historischen Schuldzuweisungen und Opferrollen lösen müsse, um anhaltende Defizite, die Williams mit seiner Politik ausgelöst hätte, zu bekämpfen.

### Anhänge
Dem Buch angehängt sind Primärquellen in Form ausgewählter Testamente trinidadischer Erblasser vom späten 18. bis zum frühen 20. Jahrhundert.

## Entstehungsgeschichte

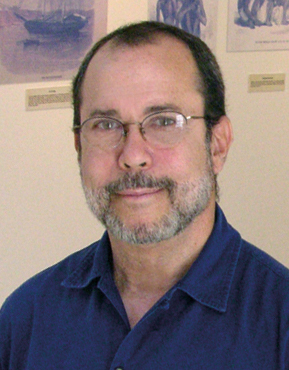
Gérard Besson (2007)

Ausgangspunkt für The Cult of the Will war eine Diskussion Bessons mit der Historikerin Bridget Brereton über das Bild europäischer Plantagenbesitzer und Geschäftsleute des 18. und 19. Jahrhunderts im postkolonialen Trinidad. Besson unterstellte der Geschichtsforschung zur Karibik ein pauschales Stereotyp vom weißen Plantagenbesitzer und seiner Nachfahren als „Täter“ und von seinen Sklaven und deren Nachkommen als „Opfer“ und unterstellte Historikern die Annahme einer Kollektivschuld der Nachfahren weißer Plantagenbesitzer. Besson beschloss Recherchen zu seiner eigenen Familiengeschichte – er ist frankokreolischer Abstammung – und zu der von Eric Williams, mit dem Besson entfernt verwandt war, um individuelle Motive im Handeln der untersuchten Personen zu beleuchten und ein Handeln aus klassenspezifischen Motiven zu widerlegen. Die Quellen für The Cult of the Will trug er unter anderem auf Forschungsreisen nach Frankreich, England und Grenada zusammen.

## Rezeption
Der trinidadische Historiker Selwyn Ryan, der 2009 selbst ein Buch über Eric Williams veröffentlicht hatte, bezeichnete Bessons Werk in einer Rezension für den Trinidad Express als „kontrovers“. Das Familienportrait (François Besson) sei keine eitle Darstellung der Familie des Autors, sondern schöpfe aus einem reichhaltigen Fundus zeitgenössischer Dokumente, um ein lebendiges Bild der franko-kreolischen Gemeinschaft im Grenada und Trinidad des 18. und 19. Jahrhunderts zu zeichnen. Bezüglich des zweiten Teils urteilt Ryan, dass man es sich zwar „zu einfach“ mache, alle Probleme des modernen Trinidads Williams’ rassistischen Umtrieben zuzuordnen, dass das Buch aber diverse Motive Williams’ als reine Mythen entlarve, „intellektuell provokant“ sei und eine öffentliche Debatte über Williams’ Rolle in der Geschichte Trinidads initialisieren solle.
Brinsley Samaroo, ehemaliger Dekan der geschichtswissenschaftlichen Fakultät der University of the West Indies und ehemaliger Finanzminister Trinidads, lobt in einer Rezension des Buchs für den Trinidad Guardian Bessons gründliche Recherche; der Autor vereine seine unterschiedlichen Quellen zu einem kohärenten Narrativ. Im ersten Teil des Buches stelle er der Analyse der sozialen und rechtlichen Verhältnisse im Trinidad des 18., 19. und frühen 20. Jahrhunderts die eigene Familiengeschichte als „Mikro-Studie“ zur Seite, die die Analyse exakt nachbilde. Die Testamente in den Anhängen seien eine „Schatzkiste an Informationen“. Der Eric-Williams-Teil des Buchs sei hingegen „hochgradig kontrovers“, und Samaroo prophezeite eine jahrzehntelange Auseinandersetzung mit Bessons Thesen. In Summe müsse das Buch in den „nationalen Dialog“ aufgenommen werden.
Der Politikwissenschaftler und ehemalige Vorsitzende der trinidadischen Gleichstellungskommission Equal Opportunity Commission John Gaffar La Guerre stellte in einer Rezension im Trinidad Guardian heraus, dass einige europäische Historiker bereits zuvor zur Geschichte der Frankokreolen geforscht hätten, dass Besson aber der erste einheimische Weiße sei, der das „Narrativ“ von Williams’ Politik kommentiere. Besson sei neben Anthony de Verteuil der einzige weiße Historiker, der zur trinidadischen Debatte über das Verhältnis der Ethnien zueinander beitrage. La Guerre stimmt mit Besson darin überein, dass Williams und seine Getreuen das Thema „Rasse“ benutzt hätten, um daraus politisches Kapital zu schlagen. Er bezeichnete The Cult of the Will als „nützliches“ Buch und drückte die Hoffnung aus, dass es andere motivieren würde, bis dahin eher unpopuläre Beiträge zur Aufarbeitung der trinidadischen Geschichte zu leisten.
Der Historiker und Professor für Afrikanistik am US-amerikanischen Wellesley College Selwyn Cudjoe urteilte in einer Rezension für den Trinidad Guardian, Bessons Buch sei lediglich der Versuch, die Privilegien europäischstämmiger Familien und insbesondere der von Besson selbst in Trinidad zu verteidigen, indem er Williams’ akademisches Werk und politisches Wirken zu entzaubern versuche. Cudjoe kritisiert, dass Bessons Thesen schwer nachvollziehbar seien, insbesondere die von Besson postulierten Einflussfaktoren für Williams’ politisches Weltbild und die Thesen zum Einfluss von C. L. R. James. Besson ergehe sich außerdem zu großen Teilen in Spekulationen. Cudjoe führt Williams’ zentrales Werk als Historiker, Capitalism and Slavery, seinerseits nicht auf dessen Familiengeschichte im 19. Jahrhundert, sondern auf politische Schriften des Marxismus zurück.
Ramesh Deosaran, ehemaliger Professor für Kriminologie und Sozialpsychologie an der University of the West Indies, urteilte in einer Rezension für den Trinidad Newsday, Besson habe „eine ernsthafte Kampfansage an (das traditionelle Bild von Williams) erschaffen (und) mit so einigen Mythen aufgeräumt“. Bessons Narrativ sei logisch und plausibel, bisweilen allerdings spekulativ. Deosaran befand, Bessons Werk habe Schwierigkeiten, Ursache und Wirkung glaubwürdig zu verbinden. Er stimmte in seiner Beurteilung von Williams’ Wirken zwar größtenteils mit Besson überein, führte dieses jedoch primär auf eine Korruption durch die Macht zurück.